# Niederbobritzsch

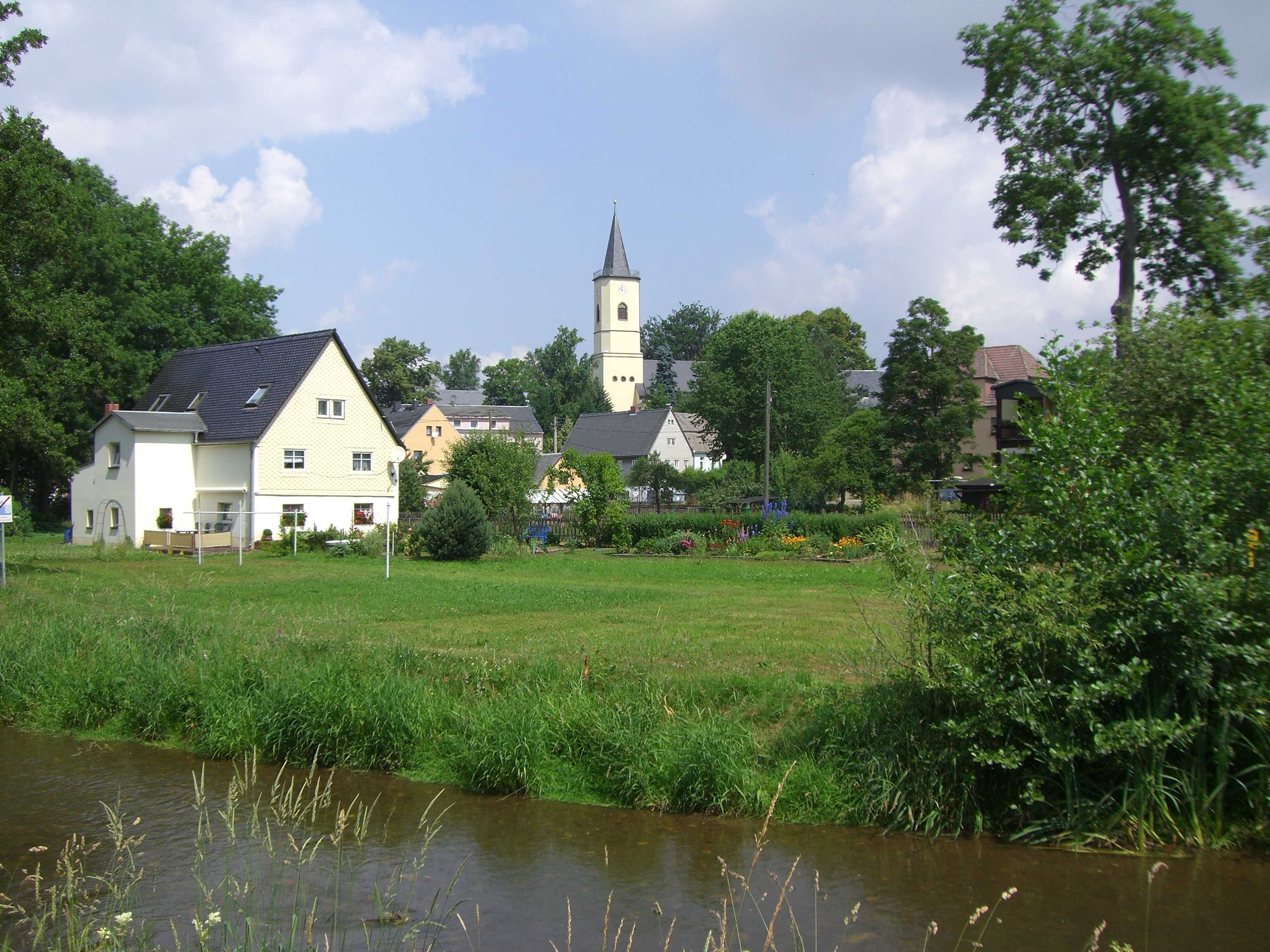
Ortsmitte, Blick von der Bobritzsch

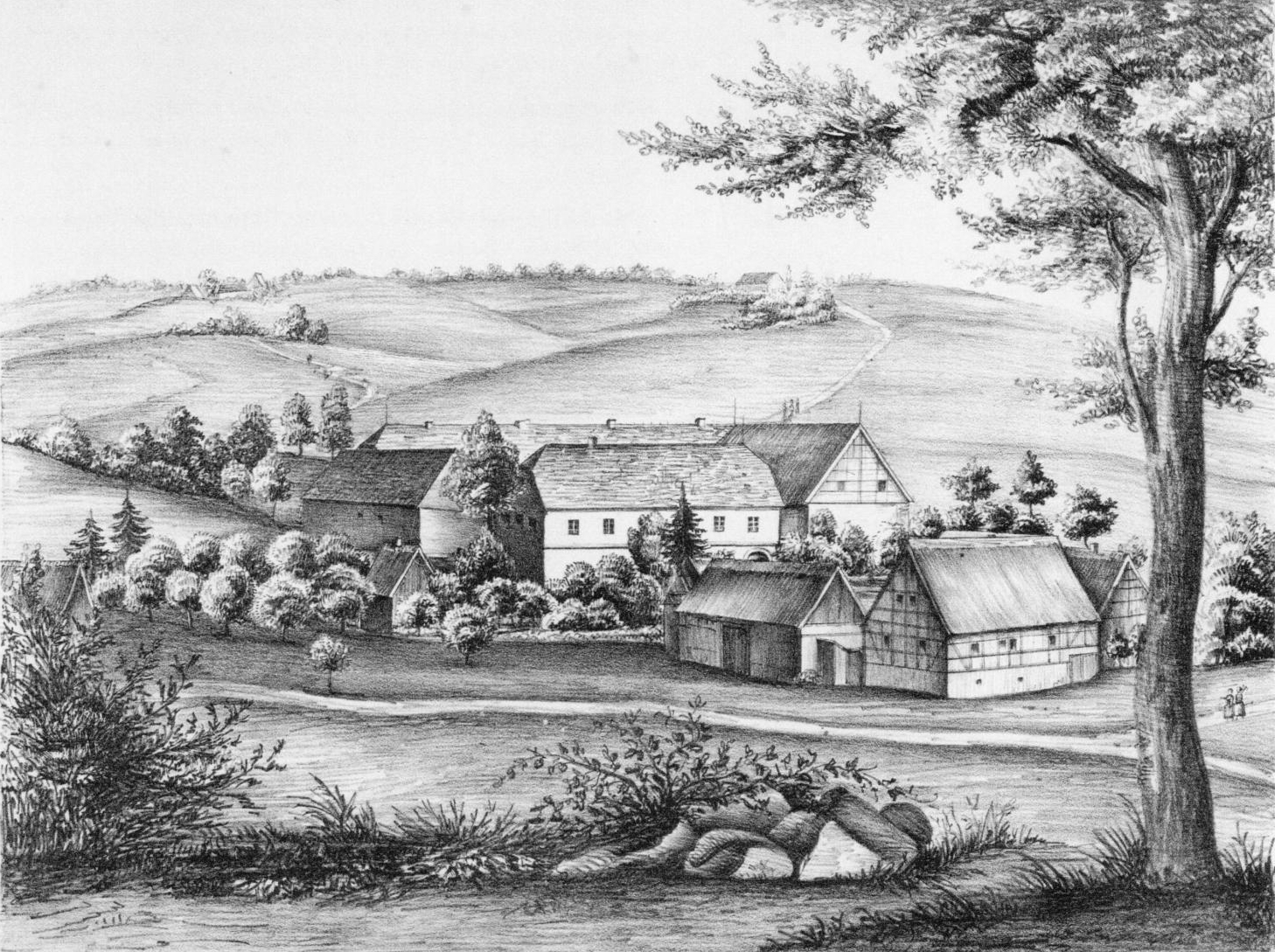
Rittergut Niederbobritzsch (um 1860)

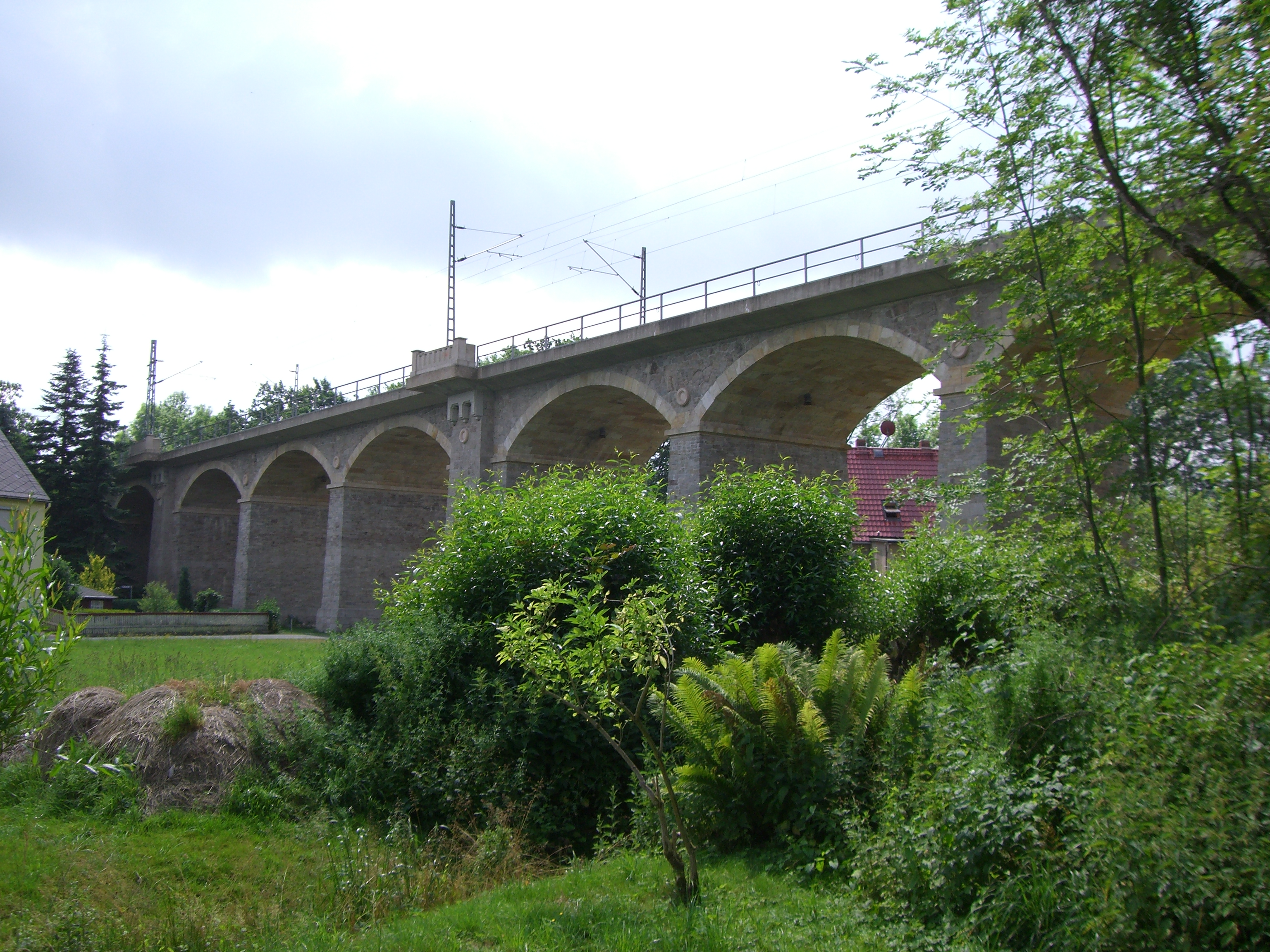
Viadukt

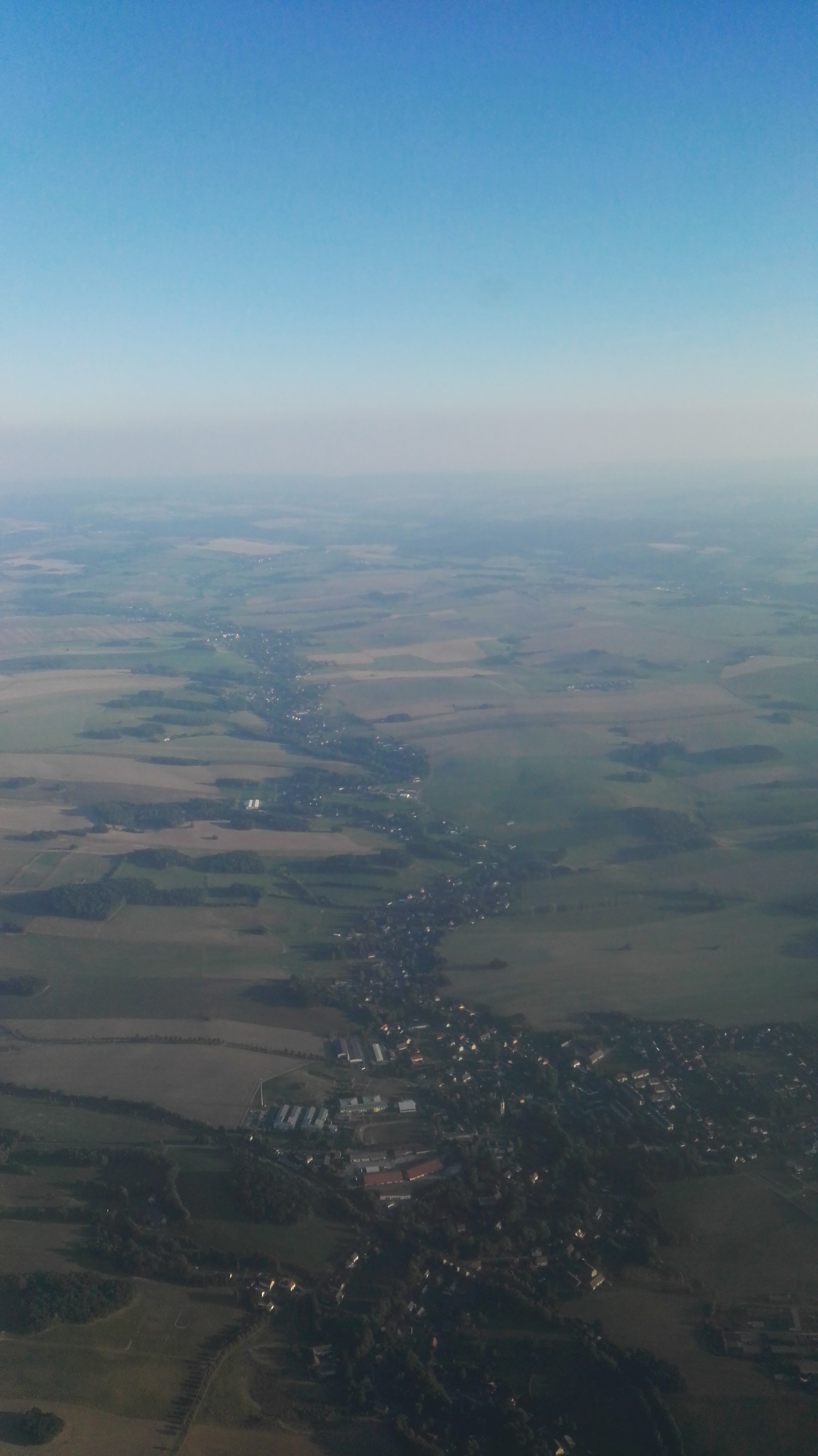
Luftbild von Niederbobritzsch

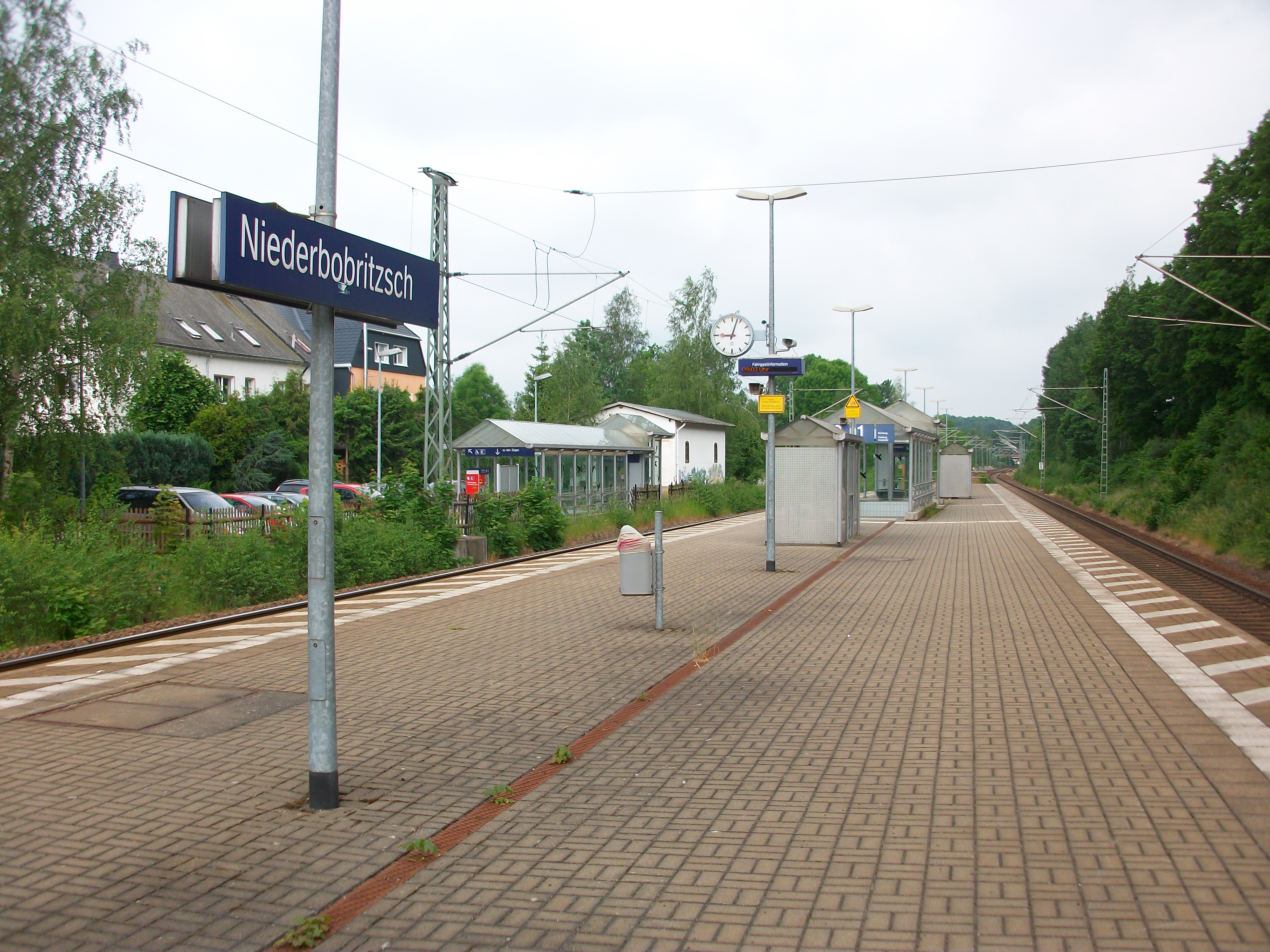
Haltepunkt Niederbobritzsch (2017)

Niederbobritzsch ist ein Ortsteil der Gemeinde Bobritzsch-Hilbersdorf im Landkreis Mittelsachsen. Die Gemeinde Niederbobritzsch wurde am 1. März 1994 ein Ortsteil der Gemeinde Bobritzsch, die am 1. Januar 2012 mit Hilbersdorf zur Gemeinde Bobritzsch-Hilbersdorf fusionierte.

## Lage und Verkehr
Das sich beiderseits der Bobritzsch auf einer Länge von über sechs Kilometer zwischen Naundorf und Oberbobritzsch hinziehende Dorf liegt etwa sieben Kilometer östlich der Kreisstadt Freiberg. Im Ort mündet der Sohrbach in die Bobritzsch.
Der Ort besitzt einen Haltepunkt an der Bahnstrecke Dresden–Chemnitz–Werdau und ist zudem an das Netz des öffentlichen Personennahverkehrs angeschlossen.

## Geschichte
Der Name des als Waldhufendorf angelegten Ortes ist von dem Fluss abgeleitet, an dem es sich erstreckt und bedeutet Biberbach (altsorbisch Bobica). Als Bobirtsch wird der Ort 1280 erstmals erwähnt. Weitere Ortsnamenformen sind 1293 Boberiz, 1361 inferior Bobricz, 1438 Neydern Boberizsch und 1539 Niderbobritsch.
Das Amtsdorf wurde 1378 vom castrum Freiberg, 1445 von der Pflege Freiberg und 1548 bis 1856 vom kursächsischen bzw. königlich-sächsischen Kreisamt Freiberg verwaltet. Weitere landesherrliche Verwaltungsbezirke waren danach 1856 das Gerichtsamt Freiberg und nach Trennung von Justiz und Verwaltung 1875 die Amtshauptmannschaft Freiberg.
Neben der Landwirtschaft waren der Bergbau und das Hüttenwesen wichtige Erwerbsquellen der Einwohner. Hauptsächlich westlich des Ortes auf dem „hinteren Rammelsberg“ wurde Silber-, Kupfer- und Zinnbergbau betrieben. Der im 16. Jahrhundert bebaute Drei-Königs-Spat wurde um 1780 als Friedrich-Erbstolln weitergeführt. In der Schmiedegasse ist das Mundloch des Stollens noch zu sehen. Die beiden Häuser Juchhöh Nr. 3 und Nr. 4 waren einst das Gebetshaus und Huthaus. Der Stollen führt direkt unter dem Haus Juchhöh Nr. 4 in zirka 70 Metern Tiefe entlang. Einige 100 Meter oberhalb befindet sich ein unterirdischer Bergsee in etwa 40 Metern Tiefe.
Die Bobritzsch war reich an Forellen und Aalen. Hier wurden einst sieben Mahl-, fünf Öl- und zwei Schneidemühlen betrieben. Nördlich des Dorfes am westlichen Bobritzschhang befindet sich ein auflässiger Steinbruch im Naundorf-Niederbobritzscher Granit, der Schotter lieferte.
Die Bahnstrecke Dresden–Chemnitz–Werdau in Verbindung mit dem 200 Meter langen Viadukt über das Bobritzschtal wurde hier 1862 fertiggestellt.
In der Nähe des Haltepunkts nördlich der Bahnlinie befindet sich ein vom Sohrbach gespeistes Freibad.
Durch die zweite Kreisreform in der DDR kam die Gemeinde Niederbobritzsch im Jahr 1952 zum Kreis Freiberg im Bezirk Chemnitz (1953 in Bezirk Karl-Marx-Stadt umbenannt), der ab 1990 als sächsischer Landkreis Freiberg fortgeführt wurde und 2008 im Landkreis Mittelsachsen aufging.
Am 1. März 1994 schlossen sich die Gemeinden Oberbobritzsch mit Sohra, Niederbobritzsch und Naundorf zur Gemeinde Bobritzsch zusammen. Zum 1. Januar 2012 schlossen sich wiederum die Gemeinden Bobritzsch und Hilbersdorf zur Gemeinde Bobritzsch-Hilbersdorf zusammen, wodurch Niederbobritzsch ein Ortsteil dieser neuen Gemeinde wurde.

### Kirche Niederbobritzsch
Bezeugt mit der Inschrift eines Chorstrebepfeilers wurde die Dorfkirche 1513 errichtet. Der Turm des einschiffigen Kirchenbaues stammt aus dem Jahre 1853. Der Anbau des Turmrundganges erfolgte 1932. Der hölzerne Altar und die Kanzel sind aus dem 17. Jahrhundert. Das Altarbild zeigt eine Darstellung des Abendmahls, im Auszug ist Christus am Kreuz dargestellt. Der polygonale Kanzelkorb ruht auf einer kannelierten Säule und ist farbig gefasst, die Rundbögen in der Brüstung zeigen kleine Gemälde mit den Figuren des Petrus, Paulus, Salvators Lukas und Johannes des Evangelisten.
In August Schumanns Staatslexikon von Sachsen (1820) wird zur Kirche folgendes erwähnt:
[…] Die hiesige Kirche steht unter der Inspektion Freiberg, und das Oberconsistorium zu Dresden hat die Collatur; sie wurde im dreißigjährigen Kriege, bei einem Kaiserli. Einfall, nebst der Pfarrwohnung, im J. 1632 eingeäschert und 1639 bei einem abermaligen Einfall widerfuhr hiesiger Schule das gleiche Schicksal. Der letzte Pfarrer nach der Reformation war Simon Pretschendorfer, von Großhartmannsdorf[…].
Aufgrund der Inschrift am Chorstrebenpfeiler ist die Kirche nicht vollständig zerstört worden, sondern konnte unter Verwendung der erhaltenen Bausubstanz erneuert werden.
Die Orgel wurde 1854/55 von Christian Friedrich Göthel erbaut. Sie besitzt 21 Register auf zwei Manualen und Pedal.
Das Denkmal für die Toten des Ersten Weltkrieges am Friedhofseingang vor der Kirche fällt durch seine sarkophagähnliche Gestaltung auf.

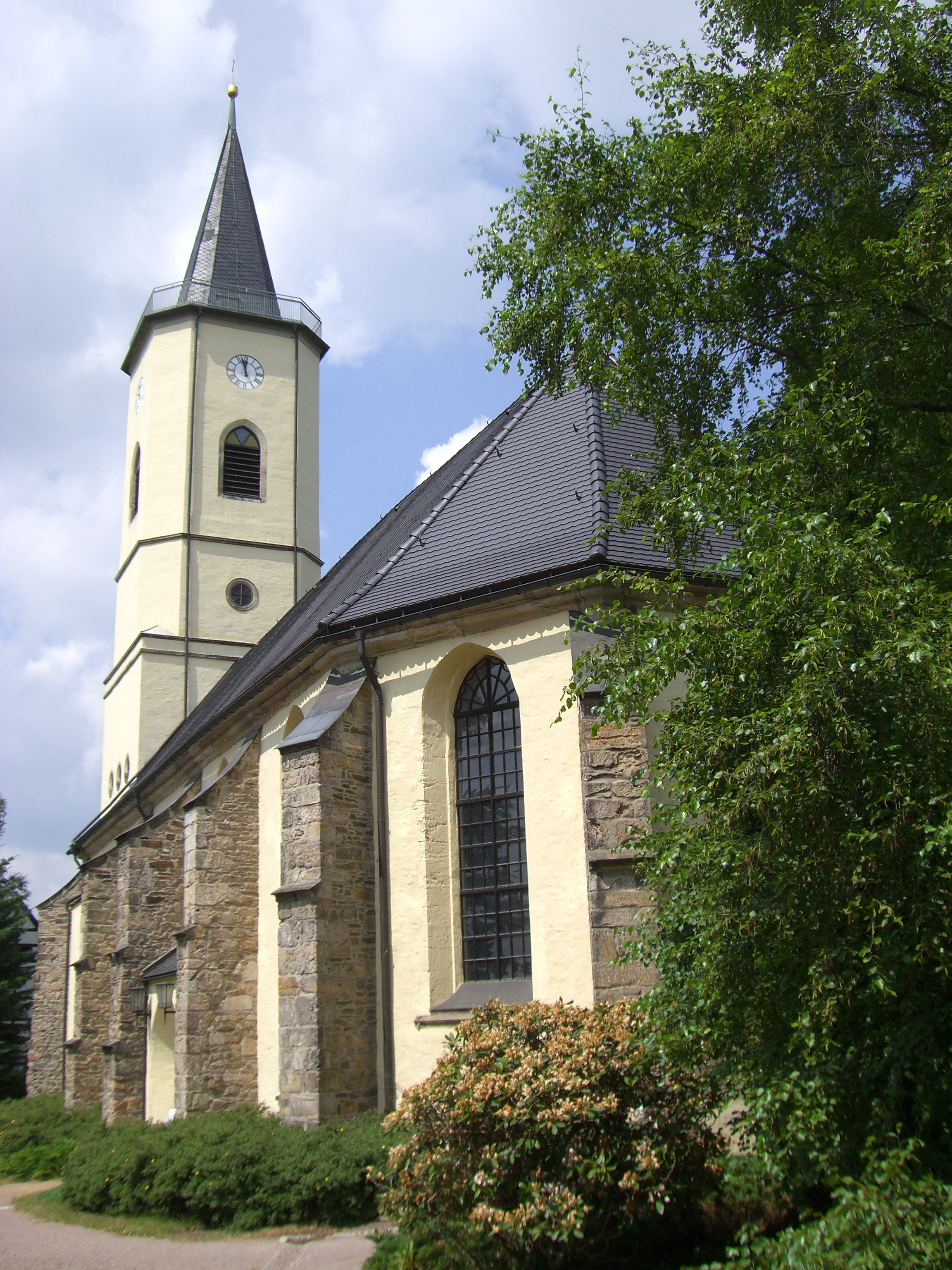
Kirche Niederbobritzsch
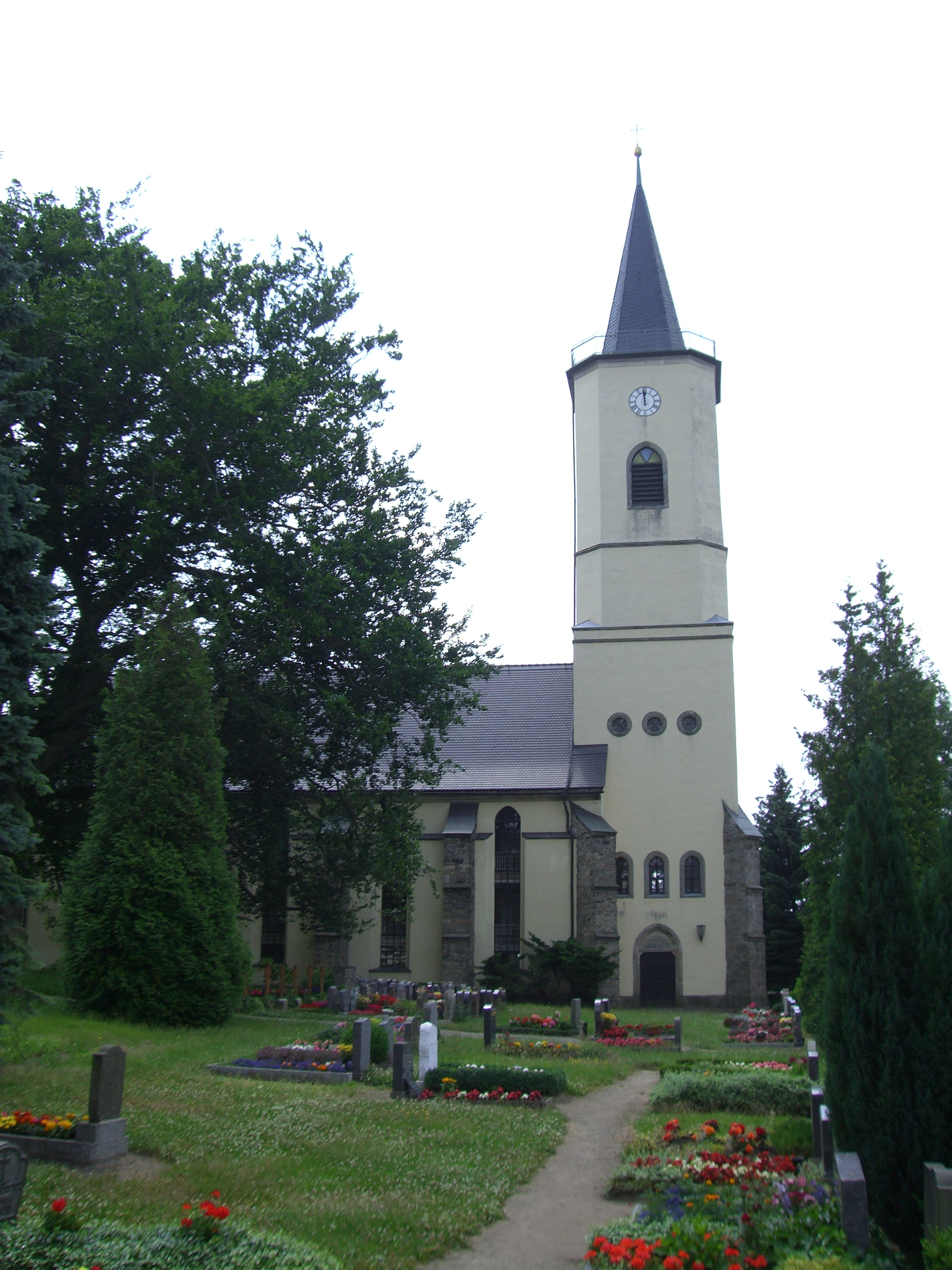
Blick vom Friedhof zur Kirche
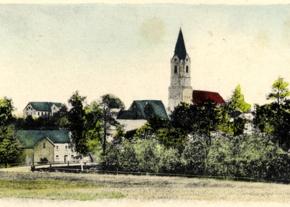
Kirche um 1890, ohne Turmrundgang
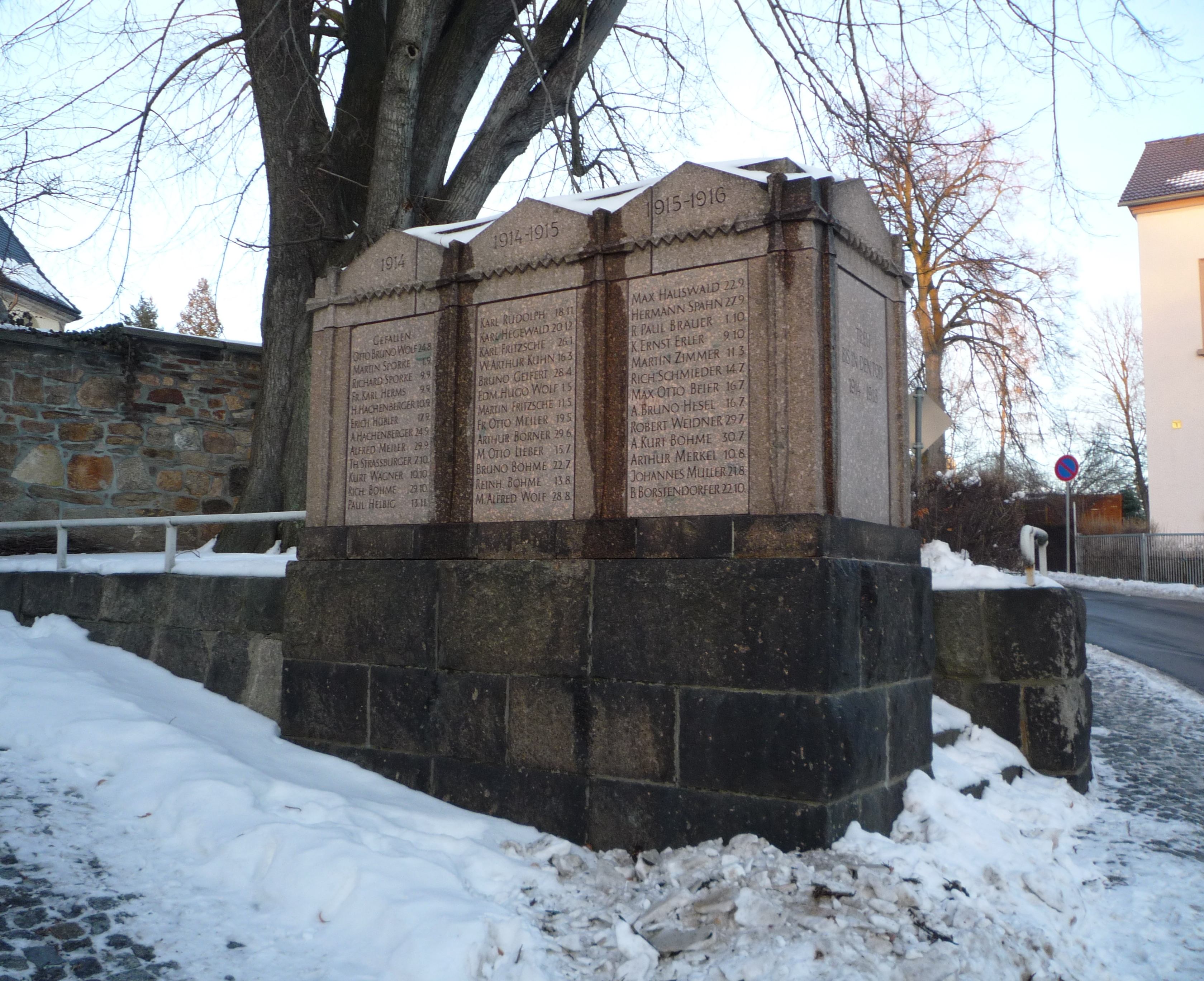
Denkmal für die Toten des Ersten Weltkrieges

### Entwicklung der Einwohnerzahl
1548/51: 85 besessene Mann, 29 Gärtner, 127 Inwohner, 77¾ Hufen
1764: 60 besessene Mann, 66 Gärtner, 26 Häusler, 63 1⁄8 Hufen je 20 Scheffel.
Stand jeweils 31. Dezember:
| 1834 bis 1925 - 1834: 1494 - 1871: 1905 - 1890: 2096 - 1910: 1940 - 1925: 2090 | 1939 bis 2020 - 1939: 1995 - 1946: 2613 - 1950: 2515 - 1964: 2186 - 1990: 1654 - 2020: 1765 |

Der Zusammenschluss als Landgemeinde Bobritzsch erfolgte 1994 mit Naundorf, Oberbobritzsch und Sohra. Mit Auflösung der Gemeinde Bobritzsch kam Niederbobritzsch am 1. Januar 2012 zur Gemeinde Bobritzsch-Hilbersdorf.

## Persönlichkeiten

### In Niederbobritzsch geboren
- Hermann Mulert (Pseudonym: Euthymius Haas) (1879–1950), evangelischer Theologe

### Mit Niederbobritzsch verbunden
- Kurt Göhler (1922–1988), Politiker (DBD), Mitglied der LPG „Thomas Müntzer“